# Widholzhof

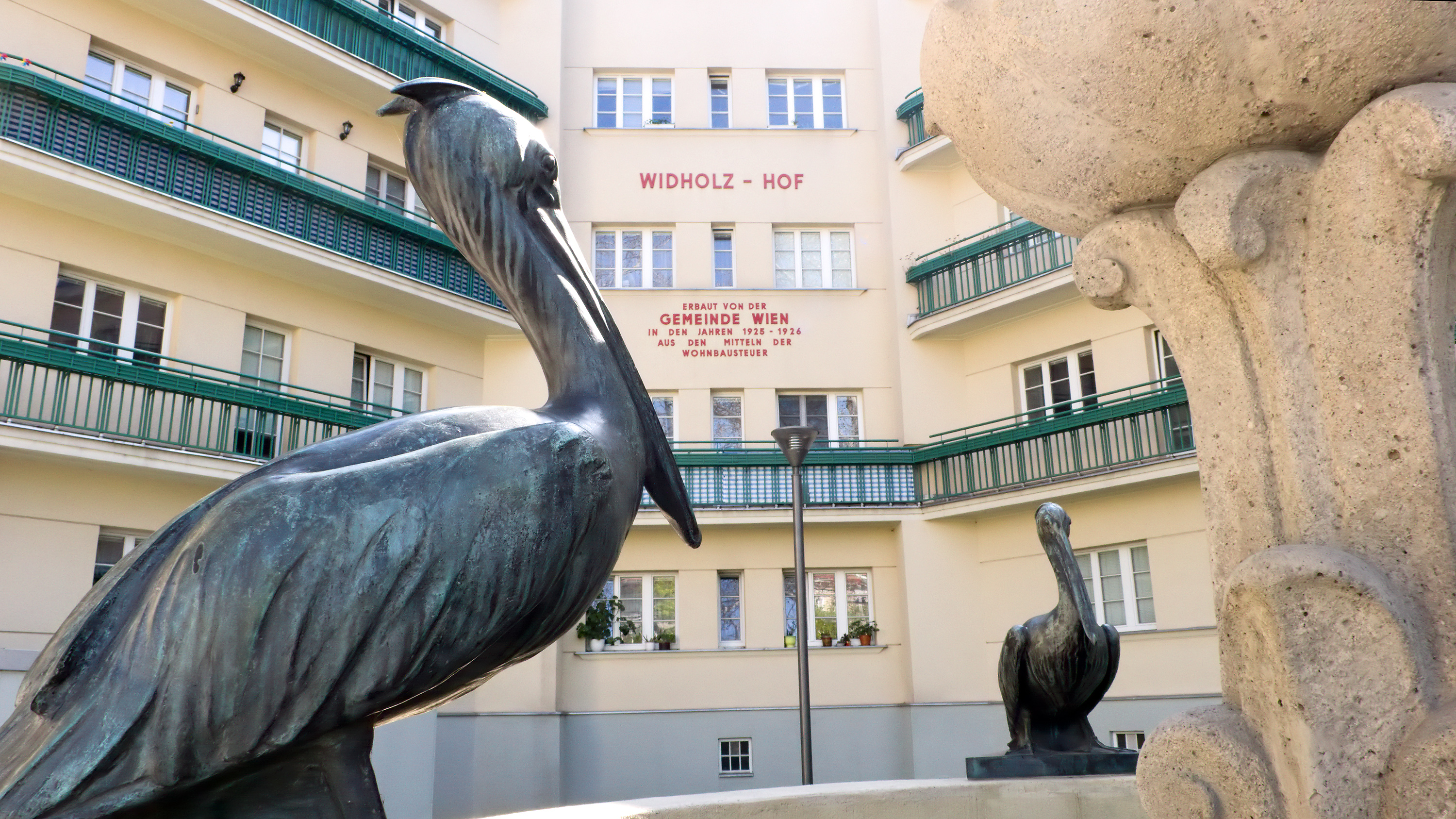
Der Pelikanbrunnen

Der Widholzhof ist ein Gemeindebau in der Geiselbergstraße 60–64 im 11. Wiener Gemeindebezirk Simmering.

## Geschichte
Im Roten Wien der Zwischenkriegszeit entstanden zahlreiche kommunale Wohnbauten, vor allem in den von vielen Arbeitern bewohnten Außenbezirken Favoriten und Simmering. In der Zeit von 1923 bis 1926 wurden rund um den Simmeringer Herderplatz und  den 1930 eröffneten Herderpark insgesamt sechs Gemeindebauten errichtet. Neben dem Widholzhof waren dies die Wohnanlagen Alfons-Petzold-Hof, Dr.-Franz-Klein-Hof, Friedrich-Engels-Hof, Karl-Höger-Hof und der benachbarte Josef-Scheu-Hof.
Der Widholzhof wurde von 1925 bis 1926 nach Entwürfen des Architekten Engelbert Mang errichtet. Ursprünglich verfügte er unter anderem über einen Kindergarten, eine Bücherei und Werkstätten. Benannt ist der Gemeindebau nach dem sozialdemokratischen Simmeringer Politiker Laurenz Widholz.
Im Zuge des Februaraufstands von 1934 war die Wohnanlage hart umkämpft. Am 12. Februar 1934 verschanzten sich Mitglieder des Republikanischen Schutzbundes im Widholzhof, woraufhin dieser am darauffolgenden Tag vom Bundesheer beschossen wurde. Nachdem am 14. Februar schwere Geschütze in Stellung gebracht wurden, ergaben sich die Schutzbündler.
Von 2005 bis 2008 wurde die Wohnhausanlage saniert, wobei unter anderem die Fenster und Türen erneuert wurden und ein Anschluss an die Fernwärme erfolgte.

## Architektur und Gestaltung
Die 181 Wohnungen umfassende und denkmalgeschützte Wohnanlage hat eine beinahe dreieckige Form und wird im Wesentlichen durch die Geiselbergstraße, Ehamgasse und Greifgasse begrenzt. Bis auf ein seit 1913 bestehendes Wohnhaus an der Ecke Geiselbergstraße/Ehamgasse wird der Häuserblock zur Gänze vom Widholzhof eingenommen.
Die Stiegenhäuser verfügen über eine nahezu durchgängige Verglasung. Die südliche, dem Herderpark gegenüberliegende Straßenfront ist im Stil des Konstruktivismus gestaltet und verläuft in einem sanften Schwung. Im dreieckigen Straßenhof in der Geiselbergstraße befindet sich der von Alfred Hofmann gestaltete Pelikanbrunnen.